# Diocesi di Abthugni
La diocesi di Abthugni (in latino Dioecesis Abthugnitana) è una sede soppressa e sede titolare della Chiesa cattolica.

## Storia
Abthugni, identificabile con Henchir-es-Souar in Tunisia, è un'antica sede episcopale della provincia romana dell'Africa Proconsolare, il cui primate era il vescovo di Cartagine.
Di questa diocesi sono noti quattro vescovi. Felice I era vescovo di Abthugni durante la persecuzione di Diocleziano all'inizio del IV secolo. Accusato di aver tradito la fede cristiana, fu sottoposto a processo, da cui uscì totalmente assolto il 19 gennaio 314. Nel 311 aveva consacrato il vescovo Ceciliano di Cartagine. Magno prese parte al sinodo cartaginese del 345/348 indetto dal vescovo Grato, durante il quale prese la parola. Felice II partecipò, per parte cattolica, alla conferenza di Cartagine del 411, che vide riuniti assieme i vescovi cattolici e donatisti dell'Africa; durante la conferenza affermò che nella sua diocesi non c'erano donatisti. Infine Saturo assistette al sinodo cartaginese del 525 indetto dal vescovo Bonifacio.
Dal 1933 Abthugni è annoverata tra le sedi vescovili titolari della Chiesa cattolica; dal 12 dicembre 2014 il vescovo titolare è Adelio Pasqualotto, C.S.I., già vicario apostolico del Napo.

## Cronotassi

### Vescovi
- Felice I † (prima del 304 - dopo il 311)
- Magno † (menzionato nel 345/348)
- Felice II † (menzionato nel 411)
- Saturo † (menzionato nel 525)

### Vescovi titolari
- Albert Joseph Tsiahoana † (10 febbraio 1964 - 13 aprile 1967 nominato arcivescovo di Diégo-Suarez)
- André-Pierre-François Fauvel † (28 febbraio 1968 - 10 dicembre 1970 dimesso)
- Felix Alaba Adeosin Job (11 marzo 1971 - 5 ottobre 1974 nominato vescovo di Ibadan)
- Emmanuel Lê Phong Thuận † (6 giugno 1975 - 20 giugno 1990 succeduto vescovo di Cần Thơ)
- Leonard Hsu Ying-fa, O.F.M. † (6 ottobre 1990 - 2 marzo 2003 deceduto)
- Paul Henry Walsh † (3 aprile 2003 - 18 ottobre 2014 deceduto)
- Adelio Pasqualotto, C.S.I., dal 12 dicembre 2014